# Bandeira do Rio Grande do Norte
A Bandeira do Rio Grande do Norte é um dos símbolos oficiais do  estado brasileiro do Rio Grande do Norte.

## História
Foi instituída pela Lei n° 2.160 de 3 de dezembro de 1957, durante o governo de Dinarte Mariz. 

## Descrição vexilológica
O estudo sobre o seu formato foi definido por Luís da Câmara Cascudo, notório experiente da cultura potiguar. Ela é composta por um retângulo de um metro de altura por um metro e meio de comprimento (proporção 2 por 3), com as cores verde (que ocupa a metade superior da bandeira e representa a esperança), branco (ocupa a metade inferior e representa a paz) e amarelo, cujo campo se apresenta em forma de escudo, servindo ao fundo o brasão do estado.
Com uma origem quase que exclusivamente extrativista, o estado do Rio Grande do Norte expõe em sua bandeira o que é e principalmente o que já foi a principal fonte de renda do estado.

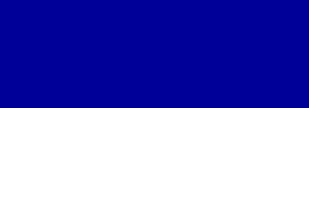
Bandeira não-oficial da Província do Rio Grande do Norte (até 1957).